# Europapa
Europapa är en låt av den nederländska musikern Joost Klein. Låten släpptes den 29 februari 2024 och representerade Nederländerna i Eurovision Song Contest 2024. Den gick från början vidare till finalen men diskvalificerades efter att Klein anklagades för att ha gjort en "hotfull gest" mot en kvinnlig anställd i produktionsteamet.
Låten beskrivs som en hyllning till Europa och ett "brev" till Kleins bortgångne far, som lärde honom att världen har "inga gränser".

## Eurovision Song Contest
Den 16 maj 2023 bekräftade det nederländska sändningsföretaget, AVROTROS, sin medverkan i Eurovision Song Contest 2024 och i juli samma år bekräftade man att de skulle välja ut sitt tävlingsbidrag internt. Den 11 december 2023 tillkännagavs Joost Klein vara landets representant i tävlingen. Låten "Europapa" släpptes den 29 februari 2024. Låten tävlade i den andra semifinalen där den slutade på andra plats med 182 poäng.
Låten gick till en början vidare till finalen men utan någon förklaring framförde inte Klein bidraget i finalens första genrep. EBU meddelade senare att de höll på att utreda en incident rörande Klein och att han tills vidare inte skulle få medverka på repetitionerna. Incidenten rapporterades involvera en kvinnlig anställd i produktionsteamet som hade anmält Klein till polisen. EBU meddelade den 11 maj att Joost Klein diskvalificeras från finalen. AVROTROS släppte senare ett uttalande där det stod att Klein skulle ha gjort en "hotfull gest" efter han blivit filmad, trots överenskommelser om att Klein inte skulle filmas, men att han inte rörde vid kvinnan. Sändningsföretaget kallade straffet "oproportionerligt" och "chockerande". Diskvalificeringen ledde till starka reaktioner och mycket kritik mot EBU över deras hantering av incidenten. Klein polisanmäldes för olaga hot men i augusti 2024 lades förundersökningen ner då bevis saknades.